# Crvena Jabuka (Ub)
Crvena Jabuka (Servisch cyrillisch Црвена Јабука) is een plaats in de Servische gemeente Ub. De plaats telt 631 inwoners (2002).